# Sandro Miguel Laranjeira Mendes
Sandro Mendes (4 de febrer de 1977, Pinhal Novo, Palmela) és un exfutbolista amb la doble nacionalitat portuguesa i de Cap Verd. Va ser internacional amb la selecció d'aquest darrer país. Actualment fa d'entrenador de futbol.

## Trajectòria esportiva
Sandro Mendes va començar a destacar al Vitória Setúbal, fins que el 1996 va ser fitxat per l'Hèrcules CF com a jove promesa. A l'equip alacantí va destacar les dues primeres temporades, especialment la 97/98, amb 34 partits. Després militaria al Vila-real CF i a la UD Salamanca, sense massa fortuna, fins que el 2000 retorna al Vitória.
Al conjunt de Setúbal viu una segona etapa de cinc anys prou reeixida, la qual cosa fa que el FC Porto el fitxe el 2005. Però, ràpidament i sense debutar amb els dragoes, és cedit al Manisaspor turc. El 2006 retorna per tercer cop al Vitória Setúbal.